# 江島大橋
江島大橋（日语：／ Eshima Ohashi）是連接日本鳥取縣境港市和島根縣松江市的一座預力混凝土橋樑，全長1.7公里、寬度11.3公尺。
原本往來於境港市與松江市的車輛須經由中浦水門上的道路，但在船隻通過水門時需暫時封閉道路約8分鐘，對於交通量達每日1.4萬輛的該路段造成嚴重影響，且水門上的道路無法供14噸以上的大型車通過，因此從1997年起開始興建江島大橋。
此橋於2004年10月16日竣工通車。為了供500噸級的輪船通過，全長約1,446公尺，高度達44公尺。島根縣端的引道坡度達6.1%，鳥取縣端的引道坡度也有5.1%，但仍在一般車輛可正常爬坡的範圍。
江島大橋通車後，車輛不再需要經中浦水門，且為了中海與宍道湖淡化而興建的水門，因2002年起中止淡化的計劃，中浦水門已無實際作用，而從2005年10月起開始水門的拆除作業，2009年3月完成拆除。

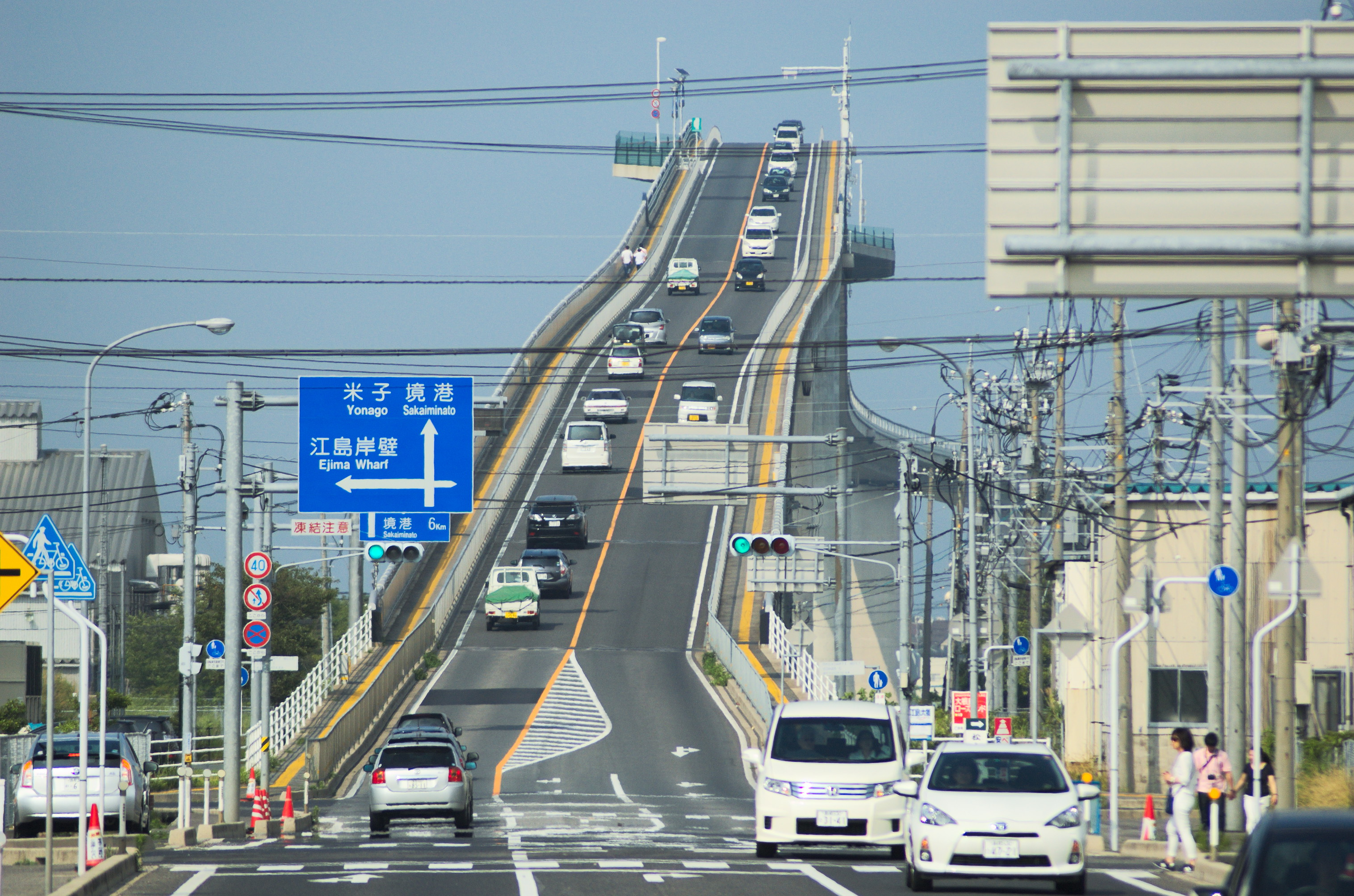
島根縣側的引道

2013年12月，大發汽車發表旗下輕型汽車車款「Tanto」的廣告影片，影片由豐川悅司、菅野美穗及綾野剛主演。廣告在江島大橋取景，為強調此車款的性能，廣告影片後製時使用了電腦動畫等視覺特效技術，使橋樑引道看起來很陡。

## 外部連結
- 大發Tanto廣告影片 （日語）